# Jean-Baptiste-César du Buc de Saint-Olympe
 (juillet 2013).
- Si vous ne connaissez pas le sujet, laissez ce bandeau (vous pouvez alors contacter les auteurs).
- Si vous supprimez le contenu mis en cause (vous pouvez préalablement contacter les auteurs),

argumentez précisément cette suppression dans la page de discussion
(un manque de référence n'est pas un argument ; une recherche réelle de référence doit avoir été effectuée, être formellement documentée).
 (juillet 2013).
 (juin 2013).
Jean-Baptiste du Buc de Saint-Olympe, né à Sainte-Marie (Martinique) le 17 décembre 1756, écuyer puis chevalier, est mort le 30 septembre 1834 au château de Limanton (Nièvre).

## Jeunesse sous l’Ancien Régime
Son père était propriétaire de l’habitation « Le Pain de sucre » entre Sainte-Marie et Le Marigot, à la Martinique.
Propriétaire d’une plantation par héritage et achat à la Martinique et à Saint-Domingue, il s’engage comme simple soldat dans la guerre d'indépendance américaine et combat à Yorktown en 1781. Après des études de droit en métropole, il est nommé juge et lieutenant de l’Amirauté de La Grenade, mais ne peut accéder à ces charges, car l’île est devenue anglaise. En compensation, c’est à Basse-Terre (Guadeloupe) qu’il est nommé en juillet et septembre 1783. 
Il quitte la France pour la Guadeloupe et se rend régulièrement sur ses habitations et celles de sa riche femme à Saint-Domingue, mais en laisse la gérance à son frère cadet le chevalier de Ramville. De 1785 à 1789, il est muté à Pointe-à-Pitre en Guadeloupe avec le poste de sénéchal et lieutenant général de l’Amirauté de la Guadeloupe. Il nomme son cousin Abraham du Buc de Marentille conseiller à la Cour au tribunal de Point-à-Pitre, même si celui-ci s’oppose violemment à lui parfois.

## Révolution française, Consulat et Empire
Il démissionne en 1789, et part pour Saint-Domingue où il est élu député de La Croix-des-Bouquets à l’assemblée de Saint-Marc en 1790 pour élaborer la constitution  de Saint-Domingue. La paroisse de La Croix-des-Bouquets près de Port-au-Prince permet à son député de s’exprimer sur l’usage qu’il a fait des pouvoirs illimités qui lui ont été confiés par ses concitoyens. Jean-Baptiste-César du Buc de Saint-Olympe, qui se renomme Dubuc-St-Olympe, développe longuement dans cette plaquette sa vision de l’équilibre institutionnel souhaitable entre le pouvoir de la métropole et celui, local, des colons organisés en assemblées. Il veut absolument maintenir le lien qui unit la France et Saint-Domingue, où le pouvoir législatif intérieur résidera dans l’Assemblée des représentants du peuple français. La paroisse demande que ses délibérations et le discours du 6 juin 1790 de Dubuc-Saint-Olympe soient imprimés et distribués à 1000 exemplaires par l’imprimerie De Mosard à Port-au-Prince.
Il demande une concession pour la construction d’un embarcadère au Grand-Goâve. Plus tard, il demande à quitter ses fonctions pour des raisons de voyage et de santé. En 1804, ruiné par la Révolution haïtienne menée par Jean-Jacques Dessalines qui a expulsé les Français, il part habiter en 1805 chez son beau-frère Bertille de Bovis à Basse-Terre à la Guadeloupe, et pratique la contrebande pour refaire fortune. Puis en 1806, il part à la Martinique où il devient notaire impérial au Lamentin pendant deux ans de 1807 à 1808.

## 1809-1815: au service de l'occupant britannique
En 1809, la Martinique est conquise par les Anglais et l’année suivante, c’est au tour de la Guadeloupe. Passé au service des Anglais, comme l'avait déjà fait son cousin Louis-François Dubuc lors de la première occupation anglaise de l'île (1794-1802), il est nommé dès 1809 secrétaire du gouvernement puis intendant de l’administration civile de l’île de la Martinique, et enfin en 1810, intendant de l’administration civile de l’île de la Guadeloupe par le général Beckwith. Il reste à ce poste jusqu’en 1815. Son administration est à la fois bien perçue du gouvernement anglais et des riches habitants de la Guadeloupe dont il a su préserver les biens et intérêts pendant l’occupation anglaise.[réf. nécessaire]

## Retour à la vie privée
En mars 1815, il arrive en France pour proposer ses services au roi Louis XVIII, mais Napoléon a débarqué, ce qui empêche ses ambitions. Il séjourne alors au château de sa cousine préférée à Croisy-sur-Eure et repart donc fin 1815 à la Martinique, mais n’obtient pas ses fonctions demandées, car Louis XVIII préfère son cousin Louis-François Dubuc. Il s’occupe alors d’affaires commerciales maritimes, ayant gardé de bonnes relations avec les négociants et armateurs aussi bien antillais que métropolitains. Il adopte la fille (future baronne Cottu) de sa deuxième femme qu’elle avait eue avec Georges (de) Fitz-Patrick. Il est en 1803 auprès de sa cousine mourante Marie Elisabeth du Buc, châtelaine de Croisy-sur-Eure, épouse Remy de Turique, et déclare son décès « comme citoyen Dubuc » à Paris.
Il a hérité d’une habitation située aux Anses à Pître (Côte de Saint-Domingue) par son père, et a acheté l’habitation sucrière de Saint-Olympe située aux Varreux de La Croix des Bouquets, d’où son nom de propriété et d’usage politique reconnu officiellement par le Roi et La République[réf. nécessaire].
Il épouse en troisièmes noces Marie Jeanne Houdan, elle-même veuve, le 22 juin 1831 à Paris.

### Sources archivistiques
Les Archives nationales de France conservent sous la cote MC/ET/CXXII/1018 une vingtaine de lettres reçues par Jean-Baptiste du Buc de Saint-Olympe entre 1797 et 1820 adressées notamment par son cousin Vale.